# Machine (EP)
Machine je v pořadí druhé EP indie rockové skupiny Yeah Yeah Yeahs. Bylo vydáno v roce 2002 společností Touch and Go Records a obsahuje 3 skladby, které byly nahrány u příležitosti hudební sešlosti k albu Fever to Tell. Album obsahuje jediný singl, Machine, který vyšel pouze ve Velké Británii.

## Seznam skladeb
| Pořadí         | Název          | Délka |
| -------------- | -------------- | ----- |
| 1.             | Machine        | 3:20  |
| 2.             | Graveyard      | 1:35  |
| 3.             | Pin (Remix)    | 2:20  |
| Celková délka: | Celková délka: | 7:15  |

## Obsazení
- Karen O – Zpěv
- Nick Zinner – Kytary
- Brian Chase – Bubny

## Produkce
- Producenti: David Andrew Sitek, Yeah Yeah Yeahs
- Inženýr: Paul Mahajan
- Fotografie: Shannon Sinclair